# Castle Kilbride
Castle Kilbride, situé à Wilmot (en) dans la municipalité régionale de Waterloo en Ontario, est l'ancienne résidence de James Livingston (en) (1838 – 1920), homme d'affaires et personnalité politique canadienne.
Construit en 1877, Castle Kilbride a été désigné lieu historique national en 1993.
Le nom vient du lieu de naissance de Livingston en Écosse, East Kilbride.

## Description
C'est une villa de style italianisant à deux étages, sur une colline à la limite de la ville de Baden. Elle est remarquable pour ses peintures murales de style néorenaissance qui datent de la fin du XIXe siècle. Devant la villa se trouve un jardin de style victorien. 
C'est un musée depuis son rachat par la ville de Wilmot.